# Jürgen Plagemann
Jürgen Plagemann (n. 28 decembrie 1936, Lauenburg/Elbe, Statul Liber Prusia⁠(d), Germania Nazistă) este un canotor ce a reprezentat Germania, medaliat olimpic. A participat la o ediție a Jocurilor Olimpice (1964) în care a câștigat o medalie de argint.

## Participări
Lista de mai jos prezintă principalele competiții la care a participat Jürgen Plagemann de-a lungul carierei.
- rowing at the 1964 Summer Olympics – men's eight[*][4]